# Drag Me to Hell
Drag Me to Hell (da. Træk Mig ned i Helvede) er en gyserfilm instrueret af Sam Raimi, med et manuskript af Sam og Ivan Raimi, som havde premiere i 2009.
Handlingen fokuserer på Christine Brown (Alison Lohmon), der forsøger at imponere sin chef, ved at nægte at forlænge et lån til en sigøjnerkvinde ved navn Mrs. Ganush (Lorna Raver). Christine bliver dog angrebet og forbandet samme aften af Mrs. Ganush. Forbandelsen kaster hende dybt ned i helvede, for at brænde i al evighed. 
Brødrene Reimi skrev Drag Me to Hell før Sam havde arbejdet med filmene om Spider-Man. Filmen havde premiere på Cannes Film Festival og modtog stor anerkendelse fra kritikerne. Filmen blev indspillet med et budget på 30 mio.$.
Drag Me to Hell vandt prisen for Best Horror Film ved Scream Awards i 2009 og Saturn Awards i 2010.

## Handling
I 1969 i Pasadena, Californien, søger et par hjælp fra mediet Shaun San Dena (Flor de Maria Chahua), fordi deres søn hævder at se og høre monstre. San Dena hjælper familien ved at udføre en séance, men de bliver angrebet af en usynlig kraft, der trækker drengen ind helvede.
I 2009 i Los Angeles, Californien, banklånsmedarbejder Christine Brown (Alison Lohman), håber på at blive forfremmet til assistentmanager frem for hendes kollega Stu Rubin (Reggie Lee). Hendes chef, Jim Jacks (David Paymer), råder hende til at vise, at hun kan træffe svære beslutninger for at få en forfremmelse. Christine får besøg af en ældre kvinde, Sylvia Ganush (Lorna Raver), som beder om udsættelse på sit huslån
Christine beslutter at nægte Ganush en forlængelse af lånet, for at bevise sig selv for sin chef. Ganush beder Christine om ikke at lade sit hus komme på tvangsaktion, men Christine nægter og tilkalder sikkerhedsvagterne, som tager Ganush væk. Jim komplimenter Christine for, hvordan hun håndterede situationen.
I bankens parkeringshus, angreber Ganush Christine i hendes bil, og river en knap af Christines skjorte og bruger den til at lægge en forbandelse over hende. Senere besøger, Christine og hendes kæreste Clay Dalton (Justin Long) spåmand Rham Jas (Dileep Rao), som fortæller Christine, at hun bliver hjemsøgt af en ånd. I sit hjem bliver Christine angrebet af ånden og har mareridt om Ganush. På arbejde den næste dag, ”bider” Christine af en hendes kollegaer og får virkelig voldsom næseblod, og hendes chef bliver gennemblødt af blodet. Christine går derefter hen for at tale med Ganush i hendes barnebarn hjem, blot for at opdage, at hun døde den foregående nat, og en mindehøjtidelighed finder sted.
Christine vender tilbage til Rham Jas, der forklarer, at hun bliver hjemsøgt af en magtfuld dæmon kaldet Lamia, der vil pine hende i tre dage, før den tager hende med til helvede. Han foreslår et offer for at formilde dæmonen.

## Medvirkende
- Alison Lohman som Christine Brown
- Justin Long som Professor Clayton "Clay" Dalton
- Lorna Raver som Mrs. Sylvia Ganush
- David Paymer som Mr. Jim Jacks
- Dileep Rao som Rham Jas
- Reggie Lee som Stu Rubin
- Adriana Barraza som Shaun San Dena
- Chelcie Ross som Leonard Dalton
- Molly Cheek som Trudy Dalton
- Bojana Novakovic som Ilenka Ganush
- Art Kimbro som stemmen af dæmonen Lamia

## Eksterne Henvisninger
- Drag Me to Hell på Internet Movie Database (engelsk)
- Drag Me to Hell på Filmdatabasen
- Drag Me to Hell på Scope
- Drag Me to Hell i Svensk Filmdatabas (svensk)
- Drag Me to Hell på AlloCiné (fransk)
- Drag Me to Hell på MovieMeter (nederlandsk)
- Drag Me to Hell på AllMovie (engelsk)
- Drag Me to Hell hos American Film Institute (engelsk)
- Drag Me to Hell på Turner Classic Movies (engelsk)
- Drag Me to Hell på The Movie Database (engelsk)
- Den officielle hjemmeside Arkiveret 7. april 2019 hos  Wayback Machine